# وضعية ترندلينبورغ

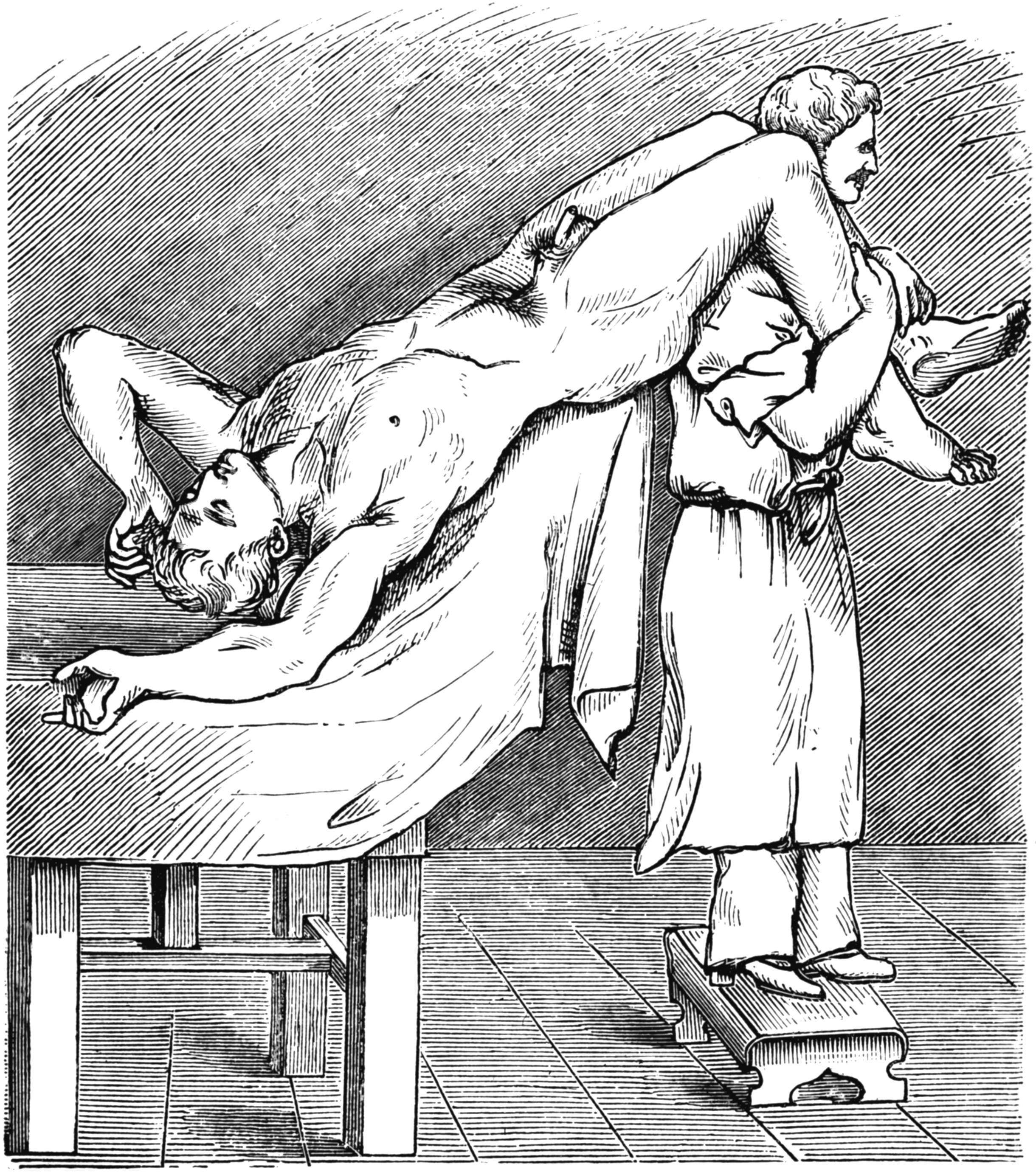
تصوير قديم لوضعية ترندلينبورغ

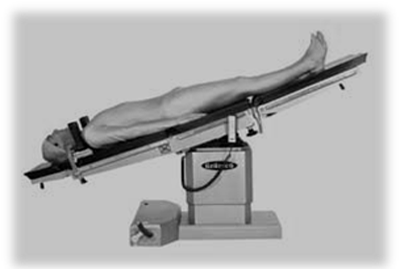
وضعية ترندلينبورغ في الجراحة

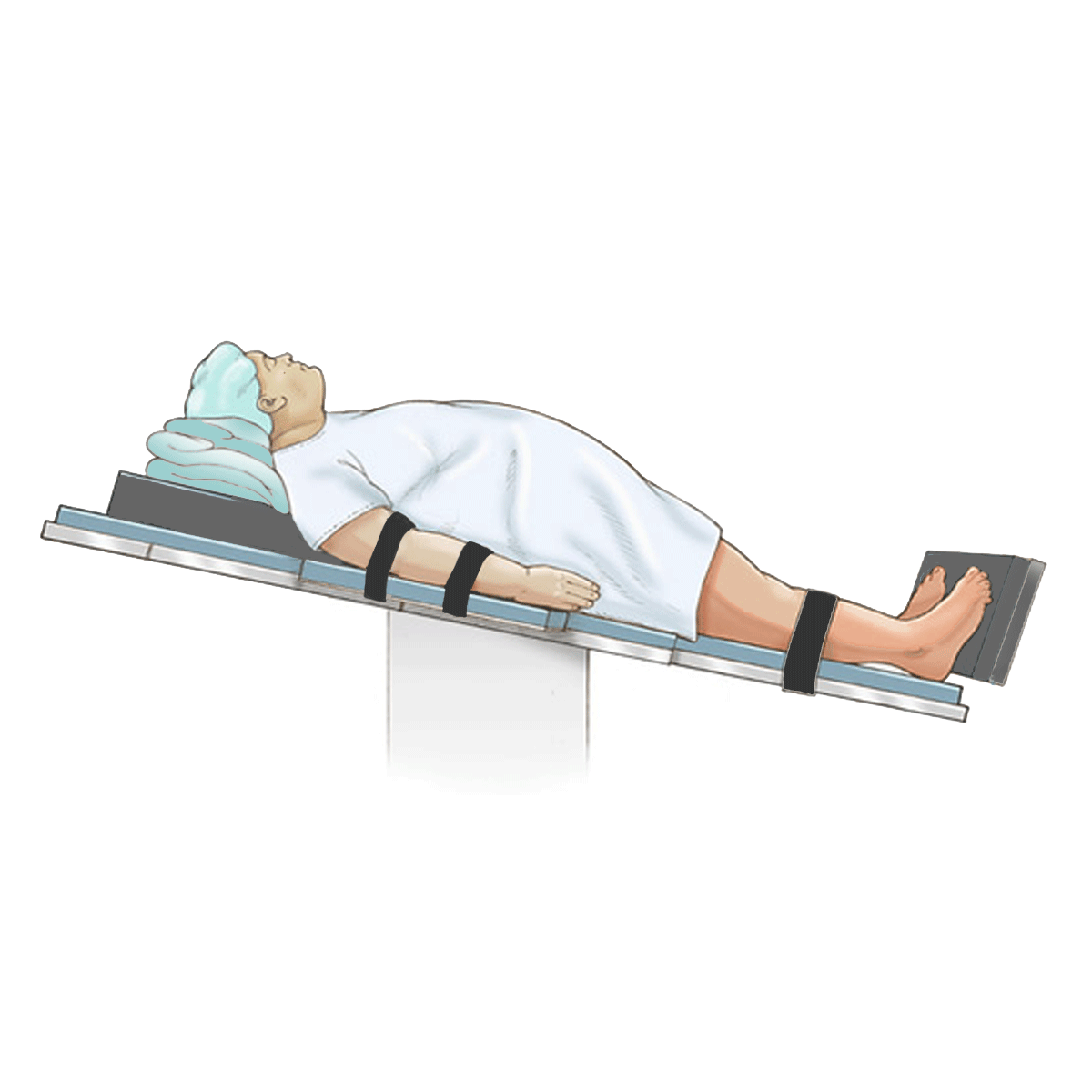
وضع ترندلينبورغ العكسي

وضعية ترندلينبورغ (بالإنجليزية: Trendelenburg position)‏ هي وضعية طبية يكون فيها المريض مستلقياً على ظهره وواضعاً قدميه على مستوى أعلى من الرأس بمقدار 15-30 درجة. كما أن المريض يكون مستلقياً على ظهره في وضع ترندلينبورغ العكسي أيضا، لكن الرأس يكون أعلى بـ 15-30 درجة من القدم.
تستخدم وضعية ترندلينبورغ بشكل متكرر في الجراحة، خاصةً في جراحات البطن والجهاز البولي التناسلي، حيث تُسَهِل الوصول إلى أعضاء الحوض عند سحب الجاذبية للأعضاء البطنية خارج الحوض. وتم تسمية هذه الوضعية نسبة للجراح الألماني فريدريش ترندلينبورغ (1844-1924). وعلى الرغم من عدم وجود أدلة لدعم ذلك إلا أن وضعية ترندلينبورغ تستخدم في كثير من الأحيان للمرضى في صدمة نقص حجم الدم بهدف الحفاظ على تدفق الدم إلى الدماغ.

## الاستخدامات الحالية
يمكن استخدام وضعية ترندلينبورغ لعلاج الصمة الهوائية الجراحية عن طريق وضع مجرى تدفق البطين الأيمن أدنى من تجويف البطين الأيمن، مما يجعل الهواء ينتقل بشكل علوي إلى موضع داخل البطين الأيمن يقل فيه احتمال حدوث الصمة الهوائية.
وأحدث استخدام لإجراء وضعية ترندلينبورغ العكسية هو في جراحة الجلوكوما طفيفة التوغل.
- يمكن استخدام وضعية ترندلينبورغ جنبا إلى جنب مع مناورة فالسالفا، فيما يُسمى بمناورة فالسالفا المعدلة، لاستخدامها في تقويم نظم القلب من تسرع القلب فوق البطيني.[4]
- وضعية ترندلينبورغ مفيدة في التعامل الجراحي مع فتق البطن.[5]
- تُستخدَم وضعية ترندلينبورغ أيضًا عند وضع قسطرة وريدية مركزية في الوريد الوداجي الباطن أو الوريد تحت الترقوة. تَستخدِم وضعية ترندلينبورغ الجاذبية للمساعدة في ملء وانتفاخ الأوردة المركزية العليا، وكذلك الوريد الوداجي الخارجي. ولا تلعب أي دور في وضع القسطرة الوريدية الفخذية المركزية.[6]
- يمكن أيضًا استخدام وضع ترندلينبورغ في مرضى الجهاز التنفسي لخلق نضح أفضل.[7]
- قد استخدم وضع ترندلينبورغ أحيانا لتخفيف أعراض الخراجات الحاجزية في الفضاء تحت العنكبوتية في الحبل الشوكي، ولكنه لا يحقق أي فوائد على المدى الطويل.[8]
- يمكن استخدام وضع ترندلينبورغ لصور الصرف خلال تصوير البنكرياس والأقنية الصفراوية بالتنظير الباطني بالطريق الراجع.[9]

## الاستخدامات المثيرة للجدل
- تم وضع الأشخاص الذين يعانون من انخفاض ضغط الدم في وضعية ترندلينبورغ على أمل زيادة ضغط التروية الدماغية (ضغط الدم إلى الدماغ). ووجدت مراجعة أجريت عام 2005 أن «الأدبيات في هذا الوضع كانت نادرة، وتفتقر إلى القوة، وبدا أنها تسترشد برأي الخبراء».[10] ووجد التحليل التلوي لعام 2008 عواقب سلبية على استخدام تلك الوضعية، وأوصى بتجنبها.[11] ومع ذلك، فإن اختبار رفع الساقين السلبي هو دليل سريري مفيد للإنعاش بالسوائل، ويمكن استخدامه من أجل نقل الدم الذاتي الفعال.[12]
- يستخدم وضع ترندلينبورغ كموضع أساسي للإسعافات الأولية للصدمة.[13]
- يمكن استخدامه أيضًا في علاج الغواصين الذين يعانون من مرض تخفيف الضغط أو الانصمام الهوائي.[14]ولا يزال العديد من الغواصين من ذوي الخبرة يعتقدون أن هذا الوضع مناسب، لكن لم يعد محترفي الإسعافات الأولية الحاليين يدعون إلى رفع أقدامهم أعلى من الرأس، حيث يُزيد من مشاكل الارتجاع ومشاكل المجاري الهوائية، مما يؤدي إلى تورم الدماغ، وصعوبة التنفس، ولم يثبت أنه ذو قيمة.[15] "Supine is fine" أو «وضع الاستلقاء هو وضع جيد» هي قاعدة عامة جيدة لضحايا إصابات الغرق ما لم يكن لديهم سوائل في مجرى الهواء أو ما داموا يتنفسون، وفي هذه الحالة يجب وضعهم في وضع الإفاقة.[16]